# Fools
Fools (UA 1981) ist eine Komödie des US-amerikanischen Dramatikers und Pulitzer-Preisträgers Neil Simon, sie spielt im späten 19. Jahrhundert im kleinen ukrainischen Dorf Kulyenchikov in russischem Staatsgebiet. Die Handlung folgt dem Lehrer Leon Steponovich Tolchinsky, der nach Kulyenchikov kommt, um eine Stelle als Privatlehrer der jungen Sophia anzutreten. Sophia ist die Tochter des angesehenen Arztes Nikolai Zubritsky und seiner Frau Lenya. Leon findet bald heraus, dass auf dem Dorf ein Fluch lastet, der seine Einwohner dumm werden lässt – doch wirklich kompliziert wird seine Lage erst, als er sich in seine Schülerin verliebt.

## Hintergrund
Fools wurde angeblich geschrieben als Folge eines Übereinkommens zwischen Simon und seiner damaligen Ehefrau während ihres Scheidungsprozesses. Ihr wurden die Profite seines nächsten Stückes zugesprochen, also setzte Simon alles daran, ein Stück zu schreiben, das sich niemals am Broadway halten würde.
Das Stück wurde am 6. April 1981 im Eugene O’Neill Theatre (Broadway) uraufgeführt. Nach 40 Vorstellungen fiel bereits am 9. Mai 1981 der letzte Vorhang dieser ersten Produktion. Regie führte Mike Nichols, in der Besetzung waren unter anderen John Rubinstein, Harold Gould, Richard B. Shull, Pamela Reed. John Lee Beatty gestaltete das Bühnenbild, die Kostüme wurden von Patricia Zipprodt entworfen, als Lichttechniker zeichnete Tharon Musser und als Komponist John Rubinstein verantwortlich.
In den Jahren nach seinem ersten Broadway-Run kam das Stück vermehrt in Studentenproduktionen diverser Schauspielschulen und -Universitäten zum Einsatz; so auch in Europa, wo sich beispielsweise 1990 die renommierte Schauspielakademie RSAMD (heute Royal Conservatoire) des Stoffes annahm. Dort war in einer seiner ersten Hauptrollen der junge Schauspielstudent David Tennant zu sehen, der heute im Vorstand der Royal Shakespeare Company sitzt und unter anderem durch Doctor Who und Broadchurch internationale Bekanntheit erlangte.
Ein häufig verwendetes Stilmittel in Fools ist die Durchbrechung der vierten Wand durch die Hauptfigur Leon Steponovich Tolchinsky. Dies bedeutet, dass er sich während des Stückes wiederholt direkt an das Publikum wendet. Während die Interaktion zwischen Darstellern und Publikum zu Shakespeares Zeiten noch zu jedem guten Theaterstück dazugehörte, wird es heute als eine Form des aus der Rolle fallens wahrgenommen und nur zur Akzentuierung wichtiger Momente verwendet. Von der direkten Anrede des Publikums wird in modernen Dramen nur noch selten Gebrauch gemacht, am ehesten findet sich das Stilmittel in Horrorfilmen und, wie hier, Komödien (im Theater wie im Film).

### Adaptionen
Das Stück wurde erstmals 1984 als Bühnenmusical adaptiert, es erhielt den Titel The Curse of Kulyenchikov (dt. der Fluch von Kulyenchikov). Musik und Liedtexte stammen von Pat Pattinson, das Libretto von Peter Melnick, Regie führte Paul Warner. Die Musicalproduktion der Harvard University wurde an zehn Abenden vom 19. April bis zum 5. Mai 1984 in der Old Library des Leverett House aufgeführt.
Mit Simons Genehmigung wurde Fools 1990 noch ein weiteres Mal zum Musical umgeschrieben. Dieses Mal erhielt das Stück den Titel Kulyenchikov, im November 1990 wurde die Produktion in San José (Kalifornien) uraufgeführt. Das überarbeitete Buch (Libretto) sowie neue Musik und Liedtexte stammen von dem lokal ansässigen Dramatiker und Komponisten Ted Kopulos. Zusätzlich zu den 14 neugeschriebenen Liedern ersann Kopulos auch eine neue Figur: Alexei, Leons Onkel, der sich seinen Lebensunterhalt als Trickbetrüger verdient. Alexei verliebt sich unerwartet und unwillentlich in Yenchna und demonstriert eindrucksvoll, wie selbst der cleverste Trickbetrüger vom dümmsten Dorfbewohner mit seinen eigenen Waffen geschlagen werden kann.

## Handlung

### Erster Akt
Die Erzählung beginnt, als der ehrgeizige junge Lehrer Leon Tolchinsky seine neue Heimat Kulyenchikov erreicht, wo er die Tochter des Arztes, Sophia Zubritsky, unterrichten soll. Bei seiner Ankunft begegnet Leon ein außerordentlich geistloser Hirte mit dem Namen „Something Something Snetsky, the sheep loser“ (dt. „irgendwas irgendwas Snetsky, der Schafe-verlierer“). Nach einer verwirrenden und mühsamen Unterhaltung mit Snetsky macht sich Leon schließlich auf die Suche nach seinem neuen Arbeitgeber, Doktor Zubritsky.
Leon muss sich auf seinem Weg noch mit einer Reihe weiterer Bewohner herumschlagen (darunter Mishkin der Postbote, Slovitch der Metzger und Yenchna die Verkäuferin). Der Handlungsort wechselt anschließend zum Haus des Arztes und seiner Frau. Wir erfahren, dass das Paar von ähnlicher Begriffsstutzigkeit ist wie die übrigen Charaktere. Bald betritt Leon den Raum und die beiden spielen ihm ihre unintelligenten Mätzchen vor. Als der Doktor einen Fluch erwähnt, wird Leon hellhörig und findet heraus, dass der Idiotismus des Dorfes kein Zufall ist, sondern ein 200 Jahre alter Dummheits-Fluch, ausgesprochen von Vladimir Yousekevitch, nachdem sein Sohn sich das Leben nahm. Yousekevitchs Sohn hatte sich in Sophia Zubritsky (eine Ahnin des Arztes) verliebt, dem Mädchen war es jedoch verboten worden, ihn zu treffen, nachdem ihr Vater herausfand, dass der Junge ein Analphabet war. Sie wurde schließlich mit einem anderen Mann verheiratet. Yousekevitch verwünschte die Familie und das ganze Dorf, sein Fluch kann nur gebrochen werden, wenn Leon es schaffen sollte, die junge Sophia erfolgreich zu bilden. Leon wird der Tochter der Zubritskys vorgestellt und verliebt sich umgehend in sie. Er beginnt mit einigen einfachen Fragen, die sie nicht sinnvoll beantworten kann. Später spricht Leon mit ihren Eltern und teilt ihnen mit, dass es noch einen weiteren Weg gebe, den Fluch zu brechen: Sophia muss Count Gregor heiraten, den letzten lebenden Nachfahren von Yousekevitch.
Leon beschließt, alles daran zu setzen, den Fluch zu brechen. Es kommen ihm Zweifel an seinen Erfolgschancen, als der Doktor „zwölf“ für den Sinn des Lebens hält, doch Sophias Gruß spornt ihn erneut an. Als Leon erneut auf die anderen Bewohner des Dorfes trifft, fällt ihm auf, dass diese nicht nur dumm sind, sondern auch unfähig, zu lieben. Er begegnet auch erstmals Count Gregor und nach einer kurzen Debatte schockiert er Leon mit der Aussage, der Fluch würde auch Besucher der Stadt ereilen, falls sie ihn nicht binnen eines Tages zu brechen vermögen. Count Gregor macht Sophia zweimal täglich einen Heiratsantrag, doch jedes Mal schlägt sie ihn aus. Leon dagegen gesteht sie ihren Wunsch, sich in ihn verlieben zu können. Leon verspricht ihr, sie werde schon am nächsten Tag dazu in der Lage sein.

### Zweiter Akt
Um acht Uhr am nächsten Morgen beginnt Leon, motivierter als je zuvor, mit der Unterrichtung von Sophia; an diesem Tag versucht er sich vergeblich an den Grundlagen der Mathematik. Die Unterrichtsstunde entwickelt sich zu einer Debatte und Leon kommt nicht dazu, ihr irgendwelche Inhalte zu vermitteln. Um neun Uhr ist er nicht einen Schritt weiter und beginnt, die Hoffnung zu verlieren.
Obwohl der Fluch Leon bislang keine Auswirkungen auf Leon hat, lässt er die Anwohner in dem Glauben, er sei bereits betroffen. Alle Anwohner glauben ihm, nur Sophia erzählt er später die Wahrheit. Leon vermutet, der Fluch sei in Wirklichkeit nur ein psychologisches Phänomen, das nur existiere, weil den Bewohnern immer wieder eingetrichtert wurde, sie seien dumm. Er schmiedet einen Plan dessen Ausführung ihn einige Zeit kostet. Leon überredet Count Gregor dazu, ihn als Sohn zu adoptieren. Durch diesen Umstand wird er selbst zu einem Yousekevitch und bricht so den Fluch, zumindest denken dies die Dorfbewohner. Leon und Sophia verloben sich. In letzter Minute erklärt Gregor, die Adoptionspapiere seien in Wirklichkeit Scheidungspapiere. Die Hochzeit scheint zu platzen, gnädig bietet Gregor an, Sophia an Leons Stelle zu heiraten.
Leon bittet Mishkin den Postboten, ihm einen zuvor erwähnten dringenden Brief auszuhändigen. Leon liest den Brief und verkündet, sein Onkel sei gestorben und habe ihm all seine Schulden hinterlassen. Angeblich habe der Onkel sogar seinen Nachnamen geändert, um seinen Gläubigern zu entkommen – vergeblich. Leon wird gefragt, was der Nachname denn gewesen sei, und antwortet „Yousekevitch“. Tatsächlich handelt es sich bei dem Brief um eine Rechnung der Universität, die Leon zur Zahlung der Restschuld seiner Studiengebühren auffordert. Die Dorfbewohner fallen auf den Trick herein, die Hochzeitszeremonie wird wie geplant fortgeführt und der Fluch von Kulyenchikov ist gebrochen.
Nach der Hochzeit treten die Dorfbewohner nacheinander auf die Bühne und die Zuschauer erfahren, was nach Aufhebung des Fluches aus den einzelnen Charakteren wurde. Der Magistrat wurde ein anerkannter Richter, verfiel aber der Korruption und wurde schließlich wegen Betruges verurteilt. Mishkin schrieb einen 600-seitigen Roman über den Fluch von Kulyenchikov, der dann allerdings in der Post verloren ging. Slovitchs größte Angst – hoffnungslos dumm zu sein – bestätigte sich mit dem Kauf von vier Metzgereien in einer Stadt, die nur eine einzige benötigte. Innerhalb eines Monats war er bankrott. Snetsky fand seine Schafe wieder und wurde ein großer Philanthrop. Yenchna investierte in Immobilien und besitzt nun siebzehn Häuser in Kulyenchikov, darunter auch Count Gregors Herrenhaus. Lenya Zubritsky ging in die Politik und wurde der erste weibliche Bürgermeister von Kulyenchikov. Nun muss selbst ihr Ehemann einen Termin machen, um sie zu sehen. Doctor Zubritsky erhielt die Zulassung zu einer Medizinischen Akademie und erhielt einen Zusatzabschluss in Innenarchitektur. Als hochangesehener Arzt arbeitet er nun für die königliche Familie. Count Gregor schwor dem Pfad des Bösen ab und wurde Mönch. Gelegentlich wandert er auf die Kuppe des nahegelegenen Hügels und betet, dass Gott Wasser in das Dorf herabsenden möge. Leon ist weiterhin als Lehrer tätig, Sophia hat ihr erstes gemeinsames Kind geboren und lehrt Leon die Lektionen des Lebens.

## Figuren
- Leon Steponovitch Tolchinsky
- Sophia Irena Elenya Zubritsky
- Gregor Mikhailovitch Breznofsky Fyodor Yousekevitch (genannt Count Gregor)
- Doctor Nikolai Zubritsky
- Lenya Zubritsky
- Something Something Snetsky
- Mishkin
- Slovitch
- Yenchna
- Magistrate

## Rezeption
In seiner Rezension für die New York Times schrieb Theaterkritiker Frank Rich: „Wenn man Herrn Simon, dem Regisseur Mike Nichols und einer prima Besetzung dabei zusieht, wie sie sich alle Mühe geben, diese Show etwas aufzubauschen, stellt sich ein Gefühl der Unwirklichkeit ein. Es ist, als hätte sich ein Team brillanter, hochbezahlter Chirurgen zusammengefunden, um an einem Splitter zu operieren. Während Mr. Simon durchaus mit einer Reihe lustiger Momente aufwartet, gibt es nunmal nicht unendlich viele Witze, die man über Dummheit reißen kann. Sobald wir herausgefunden haben, dass der Hausierer erfolgreich Blumen als Maränen verkauft, der Arzt des Dorfes seine eigene Sehprobentafel nicht lesen kann und der Hirte seine Schafe nicht mehr wiederfindet, gibt es eine gewisse Zwangsläufigkeit und Vorhersehbarkeit in jeder Pointe.“